# Expansió de l'Univers

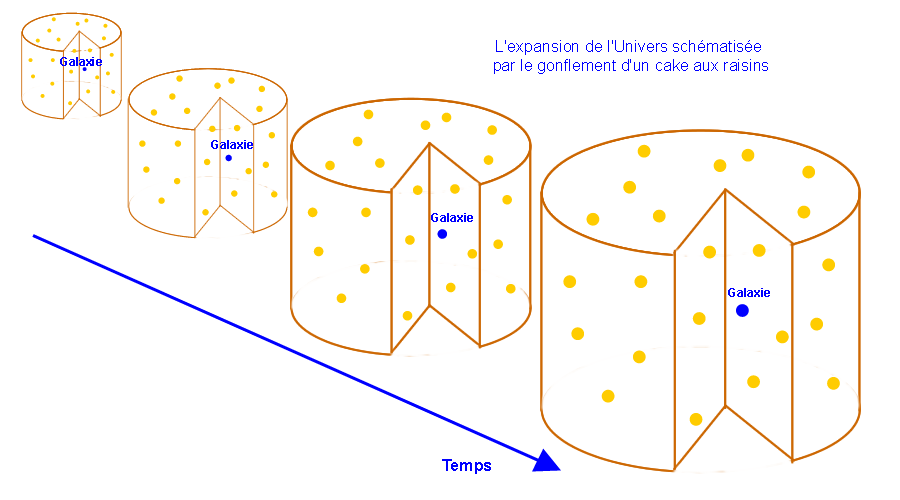
L'expansió de l'Univers representada per l'inflament d'un pastís amb panses

L'expansió de l'Univers o expansió mètrica de l'espai és l'increment de la distància mètrica (això vol dir mesurada) entre dos objectes distants de l'univers al llarg del temps. Explica com s'expandeix l'Univers en el model del big-bang. La mètrica que descriu formalment el model estàndard del big-bang rep el nom de mètrica de Friedman-Lemaître-Robertson-Walker, que en l'era actual només és vàlid a grans escales relatives (per sobre dels cúmuls de galàxies). L'expansió és causada en part per la inèrcia i en part per una força de repulsió encara de naturalesa no totalment coneguda, però que es pot expressar com una constant cosmològica. La inèrcia dominà l'expansió en la primera part la història de l'Univers, i segons el model Lambda-CDM, la constant cosmològica dominarà l'expansió en el futur.
És una expansió intrínseca, això vol dir que es defineix per la separació relativa de les parts de l'Univers i no pas pel moviment "cap enfora" dins un espai preexistent. En altres paraules: l'Univers no s'està expandint cap enllà a res fora de si mateix.
La conseqüència immediata de l'expansió de l'Univers és que aquest ha estat, en el passat, més per una fase de més densitat i, per tant, més calenta, com sosté el model del big-bang.
L'expansió de l'espai és conceptualment diferent d'altres tipus d'expansions i explosions que es poden veure en la natura. L'espai el temps i la distància no són absoluts, sinó que s'obtenen a partir d'una mètrica que pot canviar. En la mètrica d'expansió de l'espai, més que no pas objectes en un espai fix allunyant-se cap al buit, és l'espai que conté els objectes el que està canviant. És com si els objectes no es moguessin per si mateixos; l'espai està "creixent" d'alguna manera entre aquests. A més, a diferència de les explosions convencionals, el big-bang no suposa l'existència d'un centre a partir del qual es produeix l'expansió cap a l'exterior.
Aquesta expansió, i el moviment resultant dels objectes allunyant-se, no està acotat per la velocitat de la llum que resulta de la relativitat especial. És així possible que dos objectes molts distants es moguin l'un respecte a l'altre a una velocitat més gran que la velocitat de la llum (volent dir que un dels objectes no es pot veure des de l'altre). La mida de l'univers observable podria ser més petit que l'Univers sencer.
També és possible que la llum d'una part de l'espai generat prop del principi de l'Univers pugui estar encara arribant a localitzacions llunyanes (per això, hi ha la radiació de fons de microones còsmiques). Aquests detalls són sovint font de confusió entre aficionats i fins i tot físics professionals. La velocitat de la llum no té un significat particular a escala cosmològica.

## Opinions
La interpretació de l'expansió mètrica de l'Univers és subjecte de debat en l'actualitat.
La realitat de l'expansió de l'Univers no va ser acceptada unànimement per tots els científics. Segons ells, aquesta expansió implica que l'Univers hauria nascut en el big-bang i aquest «començament» absolut semblava donar suport a una creació divina incompatible amb el materialisme científic. És per això que aquests adversaris de l'expansió de l'Univers preferien un model estàtic i etern sense origen.
L'opinió prevalent és la de Chodorowski, que afirma que: a diferència de l'expansió del substrat còsmic, l'expansió de l'espai és inobservable.

## Observació experimental
L'expansió es tradueix en un augment de la longitud d'ona de la llum emesa per les galàxies; és el fenomen de decalatge cap al vermell per l'efecte Doppler en mecànica clàssica. També s'observa un allunyament aparent (recessió) dels objectes astrofísics llunyans, segons la llei de Hubble-Lemaître
L'astrònom Edwin Hubble, el 1929, va descobrir aquest efecte seguint els anteriors Vesto Slipher i Georges Lemaître. També les teories d'Albert Einstein hi apuntaven. L'expansió de l'Univers és, de fet, una important verificació de la relativitat general, encara que el mateix Albert Einstein no s'adherí mai a la teoria de l'expansió de l'Univers, fins al punt que va proposar una explicació alternativa anomenada "llum cansada", ja abandonada.
El 1998, dos equips d'astrònoms, Supernova Cosmology Project i High-Z Supernova Search Team, respectivament dirigits per Saul Perlmutter i Brian P. Schmidt, anunciaren una acceleració de l'expansió de l'Univers, resultat sorprenent, ja que cap teoria científica li dona suport. Això implica l'existència de l'anomenada energia fosca.

## Història del descobriment
La descoberta de l'expansió de l'Univers data de la primera meitat del segle XX i es va fer en diverses etapes.
A principi del segle xx, es van veure objectes difusos amb el telescopi que es van designar sota el terme genèric de nebuloses i, d'altra banda, es veien galàxies (conjunts d'estrelles exteriors a la Via Làctia) El 1914, Vesto Slipher mostrà que una certa part d'aquestes «nebuloses» presentaven una tendència sistemàtica a allunyar-se. El 1920, un debat científic sobre les nebuloses posà en desacord els astrònoms Harlow Shapley i Heber Doust Curtis, sobre el caràcter extragalàctic de certes nebuloses, en particular la galàxia d'Andròmeda, sense arribar a un acord per manca de prou dades. Va ser a partir del 1925 quan Edwin Hubble va observar les cefeides gràcies al telescopi Hooker de 2,5 metres del mont Wilson. Mitjançant la relació període-lluminositat d'Henrietta Leavitt, calculà la distància de moltes nebuloses i provà la seva naturalesa extragalàctica.
Lemaître, el 1927, establí que les solucions cosmològiques sortides de la relativitat general són en expansió, i en conseqüència els objectes presenten velocitats d'allunyament proporcionals a les seves distàncies. Anys més tard, Hubble establí la llei de Hubble-Lemaître entre velocitat i recessió de diverses galàxies, provant a la llarga el fenomen de l'expansió, encara que descobrí el fenomen en brut i no va poder interpretar-lo.
Anteriorment, entre 1907 i 1915, Albert Einstein elaborà la teoria de la relativitat general, confirmada per les observacions de l'expansió de l'Univers.